# Синяківська сільська рада
Синяківська сільська рада — колишній орган місцевого самоврядування у Вишгородському районі Київської області. Адміністративний центр — село Синяк.

## Загальні відомості
Історична дата утворення: в 1919 році.
Водоймища на території, підпорядкованій даній раді: річка Ірпінь.

## Населені пункти
Сільській раді підпорядковані населені пункти:
- с. Синяк
- с. Вороньківка
- с. Раківка
- с. Червоне

## Склад ради
Рада складається з 16 депутатів та голови.

### Керівний склад попередніх скликань
| ПІБ                  | Основні відомості                                                 | Дата обрання | Дата звільнення |
| -------------------- | ----------------------------------------------------------------- | ------------ | --------------- |
| Єрига Павло Іванович | Сільський голова, 1956 року народження, освіта, безпартійний      | 26.03.2006   | 31.10.2010      |
| Єрига Павло Іванович | Сільський голова, 1956 року народження, освіта вища, безпартійний | 31.10.2010   |                 |

Примітка: таблиця складена за даними джерела